# Čenkovce

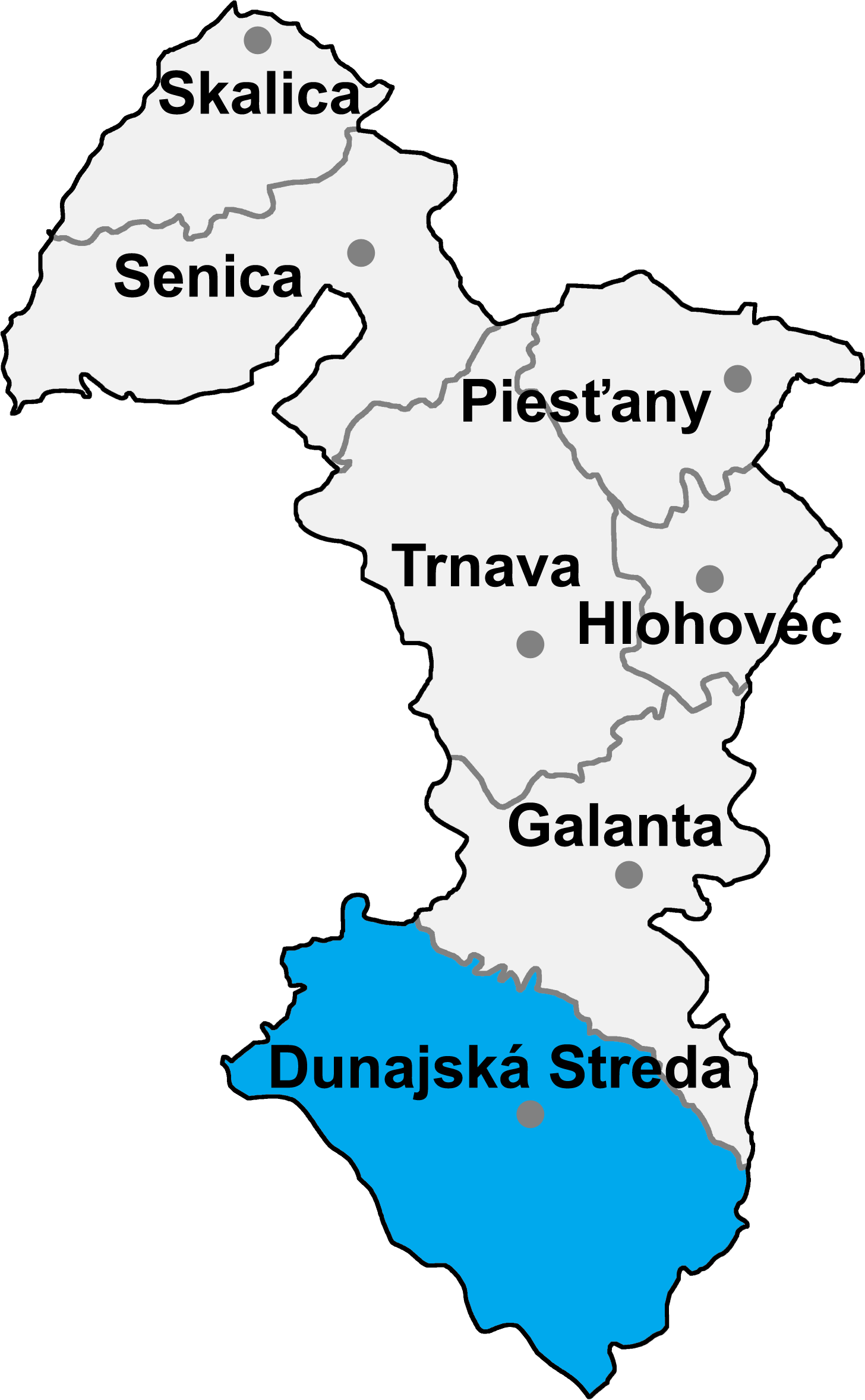
Localização de Dunajská Streda (distrito) na Trnava (região)

O Distrito eslovaco de Čenkovce  é um dos sessenta e quatro municípios que formam a Distrito de Dunajská Streda, situada em Região de Trnava, Eslováquia.

## Demografia
| Ano:        | 1994 | 2004   | 2014    | 2024   |
| ----------- | ---- | ------ | ------- | ------ |
| Broj ljudi: | 855  | 821    | 1066    | 1095   |
| Razlika:    |      | -3,97% | +29,84% | +2,72% |

| Ano:               | 2023 | 2024   |
| ------------------ | ---- | ------ |
| Número de pessoas: | 1097 | 1095   |
| Diferença:         |      | -0,18% |